# 22250 Констфролов
22250 Констфролов (22250 Konstfrolov) — астероїд головного поясу, відкритий 7 вересня 1978 року.
Тіссеранів параметр щодо Юпітера — 3,380.